# Đak SMar
Đak SMar là một xã thuộc huyện Kbang, tỉnh Gia Lai, Việt Nam.
Xã Đak SMar có diện tích 126,79 km², dân số năm 2006 là 2.012 người, mật độ dân số đạt 16 người/km².